# Parafontaria tokaiensis
Parafontaria tokaiensis är en mångfotingart som beskrevs av Tanabe 2002. Parafontaria tokaiensis ingår i släktet Parafontaria och familjen Xystodesmidae. Inga underarter finns listade i Catalogue of Life.